# 紀元前45年
紀元前45年（きげんぜん45ねん）は、ローマ暦の709年である。ユリウス暦が施行された年である。

## 他の紀年法
- 干支 : 丙子
- 日本
  - 崇神天皇53年
  - 皇紀616年
- 中国
  - 前漢 : 初元4年
- 朝鮮
  - 新羅 : 赫居世13年
  - 檀紀2289年
- 仏滅紀元 : 499年
- ユダヤ暦 : 3716年 - 3717年

## できごと

### ローマ
- 1月1日よりユリウス暦施行。
- 執政官はガイウス・ユリウス・カエサル単独であった。
- ローマ内戦
  - 3月17日 - ムンダの戦いでティトゥス・ラビエヌスとグナエウス・ポンペイウス・ミノルを破り、内戦は終結した。ラビエヌスは戦場で死亡し、ポンペイウスは処刑されたが、セクストゥス・ポンペイウスは大西洋岸まで逃亡した。
- ユリウス・カエサルが編成した第10軍団エクェストリス及び第13軍団ゲミナは解散した。第10軍団の退役軍人はナルボンヌに移住し、第13軍団の退役軍人にはイタリア近郊の土地が与えられた。
- ユリウス・カエサルが終身独裁官に指名された。
- ユリウス・カエサルはおそらくこの年にCommentariesを執筆した。

## 誕生
- ユッルス・アントニウス、マルクス・アントニウスとフルウィアの息子（+ 紀元前2年）
- 王莽、新朝の皇帝（+ 23年）

## 死去
- 2月 - トゥリア・キケロニス、マルクス・トゥッリウス・キケロの娘（* 紀元前79年/紀元前78年）
- 3月17日 - ティトゥス・ラビエヌス、共和政ローマ期の軍人（* 紀元前100年）
- 3月17日 - プブリウス・アッティウス・ウァルス
- 4月12日 - グナエウス・ポンペイウス・ミノル、グナエウス・ポンペイウスの息子（* 紀元前75年）
- 12月31日 - クィントゥス・ファビウス・マクシムス